# Sajda flava
Sajda flava är en insektsart som beskrevs av Irena Dworakowska 1981. Sajda flava ingår i släktet Sajda och familjen dvärgstritar. Inga underarter finns listade i Catalogue of Life.